# Panitjeri
Panitjeri (bulgariska: Паничери) är ett distrikt i Bulgarien.   Det ligger i kommunen Obsjtina Chisarja och regionen Plovdiv, i den centrala delen av landet, 110 km öster om huvudstaden Sofia.
Trakten runt Panitjeri består till största delen av jordbruksmark. Runt Panitjeri är det ganska glesbefolkat, med 31 invånare per kvadratkilometer.